# Olympische Jugend-Sommerspiele 2018/Teilnehmer (Oman)
| Gelbes Symbol für Goldmedaillen mit stilisierten Olympischen Ringen | Graues Symbol für Silbermedaillen mit stilisierten Olympischen Ringen | Braundes Symbol für Bronzemedaillen mit stilisierten Olympischen Ringen |
| ------------------------------------------------------------------- | --------------------------------------------------------------------- | ----------------------------------------------------------------------- |
| —                                                                   | —                                                                     | —                                                                       |

Die Jugend-Olympiamannschaft aus Oman für die III. Olympischen Jugend-Sommerspiele vom 6. bis 18. Oktober 2018 in Buenos Aires (Argentinien) bestand aus fünf Athleten.

## Athleten nach Sportarten

### Leichtathletik
Jungen
- Ali Anwar Ali al-Balushi
200 m: 6. Platz
- Mohammed al-Suleimani
2000 m Hindernis: DNF

### Schwimmen
| Mädchen - Lara al-Yafei 50 m Freistil: 40. Platz 50 m Brust: 36. Platz | Jungen - Shihab Fayez 50 m Freistil: 44. Platz 100 m Freistil: 44. Platz |

### Segeln
Jungen
- Mohammed Nabil al-Balushi
Windsurfen: 21. Platz